# Perný den
Perný den (v originále A Hard Day's Night) je britská filmová komedie natočená podle scénáře Aluna Owena z roku 1964. Snímek získal cenu BAFTA jako nejlepší film v kategorii muzikál/komedie roku 1964.
Hrají The Beatles – John Lennon, Paul McCartney, George Harrison a Ringo Starr – na vrcholu své popularity, zvané Beatlemánie. Film režíroval Richard Lester a natočila jej společnost United Artists. Scénář napsal Alun Owen během třídenního listopadového pobytu s Beatles v Dublinu. Angažoval ho Paul, dle jeho vlastních slov i kvůli Owenově liverpoolskému původu.
John Lennon a Paul McCartney napsali pro film sedm nových melodií, které však se samotným filmem nejsou nijak svázány. Písnička „You Can't Do That“ byla nakonec z filmu vyřazena na úkor singlového hitu Can't Buy Me Love. Titulní píseň měl Lennon hotovou až osm dní před koncem natáčení.
Snímek měl různá pracovní jména: Beatles No. 1, Beatlemania, On The Move. Teprve bezděčný výrok Ringo Starra po jednom dlouhém natáčení inspiroval Lennona k textu, autor písně jej pak doporučil štábu, který s názvem souhlasil. Rozpočet filmu tvořil kolem 560 000 dolarů, jejichž podstatnou část poskytl producent Walter Shenson.
Film byl úspěšný jak finančně, tak u kritiků. Byl oceněn časopisem Time jako jeden ze 100 největších filmů všech dob. Britský kritik Leslie Hallivell jej popsal jako „komickou fantazii s hudbou, abnormálně komerčně úspěšnou s režisérem zkoušejícím každý filmový gag ve scénáři“ a ocenil jej plnými čtyřmi hvězdičkami. Na prestižního Oscara byl nominován ve dvou kategoriích – hudba a scénář. Co se nepovedlo v roce 1965 si film vynahradil o 37 let později – v Los Angeles dostal Cenu společnosti filmových kritiků za renovaci a znovuvydání.
Film ovlivnil špionážní filmy, televizní show The Monkees a videa pop music 60. let 20. století.